# Arycanda concussa
Arycanda concussa là một loài bướm đêm trong họ Geometridae.